# بيل جونسون
بيل جونسون (بالإنجليزية: Bill Johnson)‏ (و. 1951 – م) هو ممثل من الولايات المتحدة الأمريكية، ولد في أوستن، تكساس.

## وصلات خارجية
- بيل جونسون على موقع IMDb (الإنجليزية)
- بيل جونسون على موقع ألو سيني (الفرنسية)
- بيل جونسون على موقع أول موفي (الإنجليزية)
- بيل جونسون على موقع قاعدة بيانات الأفلام السويدية (السويدية)
- بيل جونسون على موقع قاعدة بيانات الفيلم (الإنجليزية)
- بيل جونسون على موقع كينوبويسك (الروسية)